# كأس البرتغال 2010–11
كأس البرتغال 2010–11 (بالبرتغالية: Taça de Portugal de 2010–11‏) هو الموسم 88 من كأس البرتغال. أقيم خلال الفترة 4 سبتمبر 2010 وحتى 22 مايو 2011، وكان عدد الأندية المشاركة فيه 172، وفاز فيه نادي بورتو.